# Philipp Roth (Drehbuchautor)
Philipp Roth (* 2. Juni 1972 in Münster) ist ein deutscher Drehbuchautor.

## Leben
Philipp Roth sammelte seine erste Filmerfahrung, als er für Matthias Glasners Kinofilme Sexy Sadie und Die Mediocren in der Produktionsleitung arbeitete. Später studierte er Film- und Fernsehproduktion an der Hochschule für Film und Fernsehen „Konrad Wolf“ und arbeitete sowohl als Lektor, Dramaturg als auch kurzzeitig als Producer bei der Münchener Produktionsgesellschaft neue deutsche Filmgesellschaft. Für sein Drehbuch zu dem 2006 veröffentlichten Schwere Jungs wurde er 2004 mit dem Drehbuchpreis beim Filmfest München ausgezeichnet. Seit 2008 arbeitet er außerdem als Drehbuchautor für die Serie Der Bergdoktor. Er war bisher für den Großteil der Episoden verantwortlich.

## Filmografie (Auswahl)
- 2006: Schwere Jungs
- seit 2008: Der Bergdoktor
- 2011: Der ganz große Traum